# Diocese de Muzaffarpur
A Diocese de Muzaffarpur (Latim: Dioecesis Muzaffarpurensi) é uma diocese localizada no município de Muzaffarpur, no estado de Biar, pertencente a Arquidiocese de Patna na Índia. Foi fundada em 6 de março de 1980 pelo Papa João Paulo II. Com uma população católica de 5.845 habitantes, sendo 0,0% da população total, possui 22 paróquias com dados de 2020.

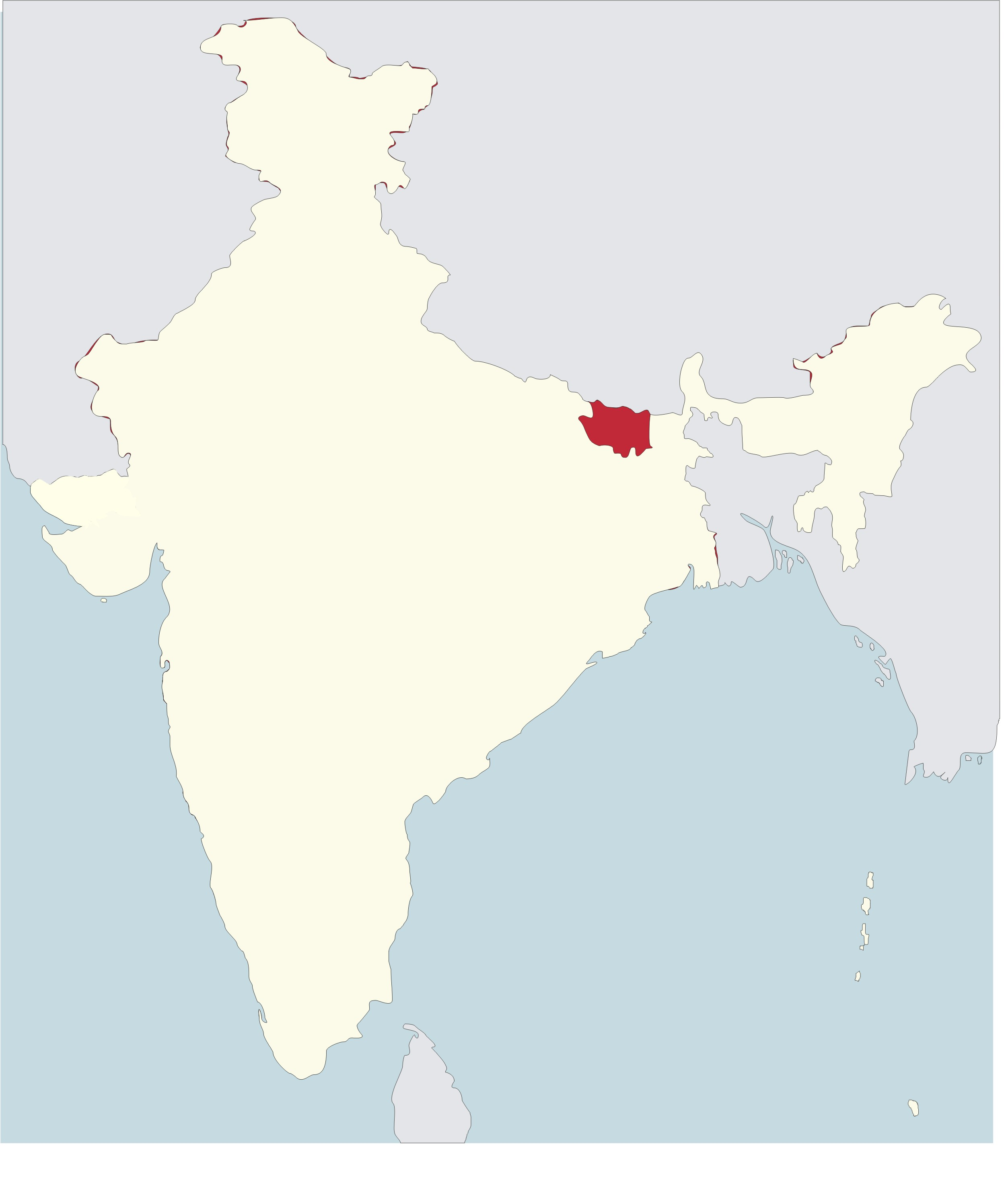
Localização da diocese no mapa

## História
Em 3 de março de 1980 o Papa João Paulo II cria a Diocese de Muzaffarpur através dos territórios da Diocese de Patna. Em 1998 a Diocese de Muzaffarpur perde território para a formação da Diocese de Bettiah.

## Lista de bispos
A seguir uma lista de bispos desde a criação da diocese em 1980.
|                       | Nome                      | Período               | Notas                 |
| Bispos de Muzaffarpur | Bispos de Muzaffarpur     | Bispos de Muzaffarpur | Bispos de Muzaffarpur |
| --------------------- | ------------------------- | --------------------- | --------------------- |
| 2º                    | Caetano Francis Osta      | 2014 - atual          |                       |
| 1º                    | John Baptist Thakur, S.J. | 1980 - 2014           |                       |